# COSAFA Senior Challenge 2009
| 2009 COSAFA Senior Challenge |                             |
|                              |                             |
| Anzahl Nationen              | 14 (8 Endrundenteilnehmer)  |
| Meister des südlichen Afrika | Simbabwe                    |
| Austragungsort               | Simbabwe (Harare, Bulawayo) |
| Eröffnung                    | 17. Oktober 2009            |
| Endspiel                     | 1. November 2009            |
| Tore                         | 32                          |
| Torschützenkönig             | Cuthbert Malajila, (4 Tore) |
| Bester Torwart               | Edmore Sibanda              |
| Bester Spieler               | Josemar Machaísse           |
| Fair-Play-Mannschaft         | Simbabwe                    |

Die 13. Ausgabe der COSAFA Senior Challenge 2009 (ehemals COSAFA Cup) fand vom 17. Oktober bis zum 1. November 2009 in Simbabwe statt. Erstmals wurde die Endrunde des Wettbewerbs zentral in einem Land ausgetragen.
Acht Mannschaften aus dem südlichen Afrika spielten hier um den Titel des „Meisters des südlichen Afrikas“.
Spielorte waren das Barbourfields Stadium in Bulawayo und das Rufaro-Stadion in Harare.
Angola und Südafrika haben mit ihren B-Nationalmannschaften am Turnier teilgenommen.

## Spielmodus
Die 6 der 14 teilnehmenden Länder, die im Juli 2009 die höchsten Platzierungen in der FIFA-Weltrangliste innehatten, waren für die Endrunde automatisch qualifiziert. Die restlichen acht Teilnehmer spielten in der Qualifikation in 2 Gruppen je vier Mannschaften gegeneinander. Die Gewinner der Gruppenspiele qualifizierten sich für das Turnier. Die Endrunde wurde im K.-o.-System ausgespielt.
Tansania war für Madagaskar nachgerückt, hat jedoch kurzfristig die Teilnahme abgesagt.

## Vorrunde/Qualifikation

### Gruppe A
Die Spiele der Gruppe A fanden vom 17. bis zum 21. Oktober 2009 im Rufaro-Stadion in Harare statt.
| Pl. | Land      | Sp.              | S                | U                | N                | Tore             | Diff.            | Punkte           |
| --- | --------- | ---------------- | ---------------- | ---------------- | ---------------- | ---------------- | ---------------- | ---------------- |
| 1.  | Simbabwe  | 2                | 1                | 1                | 0                | 005:200          | +3               | 04               |
| 2.  | Lesotho   | 2                | 1                | 1                | 0                | 003:200          | +1               | 04               |
| 3.  | Mauritius | 2                | 0                | 0                | 2                | 000:400          | −4               | 0                |
| -   | Tansania  | nicht angetreten | nicht angetreten | nicht angetreten | nicht angetreten | nicht angetreten | nicht angetreten | nicht angetreten |

|                  |   |           |     |
| 17. Oktober 2009 |   |           |     |
| Tansania         | – | Lesotho   | 1   |
| 17. Oktober 2009 |   |           |     |
| Simbabwe         | – | Mauritius | 3:0 |
| 19. Oktober 2009 |   |           |     |
| Lesotho          | – | Simbabwe  | 2:2 |
| 19. Oktober 2009 |   |           |     |
| Mauritius        | – | Tansania  | 1   |
| 21. Oktober 2009 |   |           |     |
| Simbabwe         | – | Tansania  | 1   |
| 21. Oktober 2009 |   |           |     |
| Mauritius        | – | Lesotho   | 0:1 |

### Gruppe B
Die Spiele der Gruppe B fanden vom 18. bis zum 22. Oktober 2009 im Stadion von Bulawayo statt.
| Pl. | Land       | Sp. | S | U | N | Tore    | Diff. | Punkte |
| --- | ---------- | --- | - | - | - | ------- | ----- | ------ |
| 1.  | Botswana   | 3   | 2 | 1 | 0 | 003:000 | +3    | 07     |
| 2.  | Swasiland  | 3   | 2 | 0 | 1 | 005:300 | +2    | 06     |
| 3.  | Komoren    | 3   | 1 | 1 | 1 | 002:400 | −2    | 04     |
| 4.  | Seychellen | 3   | 0 | 0 | 3 | 002:600 | −4    | 0      |

|                  |   |            |     |
| 18. Oktober 2009 |   |            |     |
| Komoren          | – | Botswana   | 0:0 |
| 18. Oktober 2009 |   |            |     |
| Swasiland        | – | Seychellen | 2:1 |
| 20. Oktober 2009 |   |            |     |
| Botswana         | – | Swasiland  | 1:0 |
| 20. Oktober 2009 |   |            |     |
| Seychellen       | – | Komoren    | 1:2 |
| 22. Oktober 2009 |   |            |     |
| Swasiland        | – | Komoren    | 3:0 |
| 22. Oktober 2009 |   |            |     |
| Seychellen       | – | Botswana   | 0:2 |

## Endrunde

### Austragungsorte
Die Endrunde der COSAFA Senior Challenge fand in Simbabwe und damit erstmals zentral in einem Land statt.
| Stadt    | Provinz                     | Stadion               | Kapazität |
| -------- | --------------------------- | --------------------- | --------- |
| Harare   | Harare                      | Rufaro-Stadion        | 35.000    |
| Bulawayo | Bulawayo Matabeleland North | Barbourfields Stadium | 40.000    |

### Viertelfinale
Die Viertelfinalbegegnungen fanden am 25. und 26. Oktober 2009 in Bulawayo und Harare statt.
|                  |   |          |     |
| 25. Oktober 2009 |   |          |     |
| Malawi           | – | Mosambik | 0:1 |
| 26. Oktober 2009 |   |          |     |
| Südafrika        | – | Angola   | 2:0 |
| 25. Oktober 2009 |   |          |     |
| Namibia          | – | Sambia   | 0:1 |
| 26. Oktober 2009 |   |          |     |
| Simbabwe         | – | Botswana | 1:0 |

### Halbfinale
Die Halbfinalbegegnungen fanden in Bulawayo und Harare statt.
|                  |   |          |                      |
| 28. Oktober 2009 |   |          |                      |
| Südafrika        | – | Simbabwe | 1:1 (1:0), 2:3 i. E. |
| 29. Oktober 2009 |   |          |                      |
| Mosambik         | – | Sambia   | 0:2 (0:1)            |

### Spiel um Platz 3
Das Spiel um Platz 3 fand am 31. Oktober 2009 in Bulawayo statt.
|                  |   |          |     |
| 31. Oktober 2009 |   |          |     |
| Südafrika        | – | Mosambik | 0:1 |

### Finale
| Paarung        | Simbabwe – Sambia |
| Ergebnis       | 3:1 (3:1) |
| Datum          | 1. November 2009 |
| Stadion        | Rufaro-Stadion, Harare |
| Schiedsrichter | Helder Martins ( Angola) |
| Tore           | 0:1 Henry Banda (24.), 1:1 Nyasha Mushekwi (26.), 2:1 Nyasha Mushekwi (35.), 3:1 Cuthbert Malajila (45.) |
| Simbabwe       | Edmore Sibanda, Daniel Vheremu, Method Mwanjali, Gilbert Mapemba, Asani Nhongo, Ashley Rambanepasi, Mthulisi Maphosa, Tafadzwa Rusike (71. Benjamin Marere), Nyasha Mushekwi (81. Philip Marufu), Cuthbert Malajila, Christopher Semakweri Cheftrainer: Sunday Chidzambwa |
| Sambia         | Jacob Banda, Jimmy Chisenga (39. Percy Kisonge), Hijani Himoonde, Dennis Banda, Thomas Nyirenda, Allan Mukuka, Sebastian Mwanza, Henry Banda, Stophira Sunzu (54. Kebby Hachipuka), Luka Lungu, Ennock Sakala (63. Felix Sunzu) Cheftrainer: Hervé Renard                 |